# (13782) 1998 UM18
(13782) 1998 UM18 è un asteroide troiano di Giove del campo greco. Scoperto nel 1998, presenta un'orbita caratterizzata da un semiasse maggiore pari a 5,193167 UA e da un'eccentricità di 0,133783, inclinata di 28,573888° rispetto all'eclittica. Ha un diametro di 24,971 km e un'albedo di 0,086.